# Hiwassee
Hiwassee – jednostka osadnicza w Stanach Zjednoczonych, w stanie Wirginia, w hrabstwie Pulaski.